# وحدة الوقاية من الإيدز ومكافحته في المنطقة
وحدة الوقاية من الإيدز ومكافحته في المنطقة
هي منطقة ذات مستوى لا مركزية لها وحدة مراقبة في المنطقة الوطنية لمكافحة الأيدز في الهند ، لقد كان هناك 189  مؤسسة ذات اهمية عليا عبر المدن كخطوة نحو اللامركزية في التنسيق إدارة الحكومية في الهند للبرامج الوطنية لمكافحة الايدز، عن طريق العمل في اغلاق التناسق مع مقاطعة الإدارة في منطقة معينة في المبادرة عن طريق الاستفادة من الموارد المحلية .
(دابكو) كان مدرب وموجه لاداء تحدي مهم التنسيق والتحليل من انشطة البرنامج الوطني لمكافحة الايدز .